# Patrik Berger
Patrik Berger, född 10 november 1973 i Prag, är en tjeckisk före detta professionell fotbollsspelare (mittfältare) som avslutade sin karriär som spelare i januari 2010. Mellan 1994 och 2001 spelade Berger 42 matcher och gjorde 18 mål för det tjeckiska landslaget och var bland annat med och tog silver vid EM 1996.
Berger inledde sin professionella karriär i moderklubben Slavia Prag 1991. Efter 89 ligamatcher för klubben köptes han 1995 av det tyska Bundesliga-laget Borussia Dortmund. Under sin enda säsong i klubben vann laget ligan innan Berger köptes av Liverpool FC efter att ha imponerat under EM-slutspelet 1996. Med Liverpool vann Berger bland annat FA-cupen (2001), Uefacupen (2001) och Ligacupen (2001 och 2003) innan han lämnade laget för Portsmouth 2003.

## Meriter

### Klubblag
Borussia Dortmund
- Tyska Supercupen: 1995
- Bundesliga: 1995-96

Liverpool
- Uefa-cupen: 2001
- FA-cupen: 2001
- Ligacupen: 2001, 2003
- Charity Shield: 2001
- Europeiska supercupen: 2001

### Landslag
Tjeckien
- 42 A-landskamper
- EM-silver 1996